# Retable Trivulzio
Le retable Trivulzio ou Madonna Trivulzio est un tableau daté et signé de 1497 par le peintre italien de la Renaissance Andrea Mantegna, conservé aujourd'hui au Civico museo d'Arte antica du Castello Sforzesco de Milan.

## Fiche technique
Il s'agit d'une tempera à la colle et à l'or sur toile de 287 × 214 cm, c'est donc un très grand format. La préparation est si fine qu'il est possible de voir la trame de la toile à travers la peinture.

### État de conservation
L'œuvre est en bon état aujourd'hui mais elle a tout de même subi trois campagnes de restauration : 
• Vers 1910 : pour un nettoyage de la surface et fodetura, une technique de doublage de la peinture pour renforcer la toile d'origine, opération qui se doit d'être réversible.
• Vers 1950 : même intervention
• Vers 1980 : idem avec remplacement du cadre afin de retrouver les dimensions d'origine.

### 2004: Le « Projet Mantegna»
Ce projet a été conçu par la direction des collections d'art civique du Castello Sforzesco de Milan, il s'agissait de faire réaliser une série de « non-invasifs » par un groupe de chercheurs ayant des spécialisations différentes, venant de différents départements de l'école Polytechnique de Milan, l'Institut national d'optique appliquée de l'Université de Florence et de Milan. Tout cela afin de pouvoir constituer un récit du tableau par les différentes couches, applications de peintures, de vernis et autres altérations dues au temps que le retable a subi à travers les siècles, un inventaire des modifications depuis sa création jusqu'à nos jours. Pour ce faire, il a fallu placer l'œuvre sous exposition ultraviolet à l'aide d'une lampe spéciale. On appelle ces clichés des non invasifs puisqu'ils pénètrent au plus profond de la toile en la traversant sans l'abîmer .

## Histoire
Le retable a été transporté en procession depuis l’atelier de l’artiste à Mantoue jusqu’à l’église Santa Maria in Organo à Vérone avant d’être placé derrière le maître autel, lieu pour lequel il a été réalisé. Cela a été possible puisque peint sur toile, il a pu être enroulé autour d'un bâton et transporté très facilement. 
On le connaît aujourd'hui sous l'appellation « Madone Trivulzio » d’après le nom de ses propriétaires entre 1791 et 1935, les marquis de Trivulzio. En 1935, l'état italien rachète l'œuvre et la place à Milan. 
Durant la Seconde guerre mondiale, l'œuvre ainsi que d’autres ont été transférées vers des lieux secrets pour les protéger avant d’être redéposées à Milan.
On l'a très peu vue en exposition, on l'a montrée durant la triple exposition « Mantegna a Padova, Verona, Mantova », plus particulièrement à « Mantegna e le arti a Verona, 1450 – 1500 », exposition qui a eu lieu du 16 septembre 2006 au 14 janvier 2007, à l'occasion de laquelle on a replacé le tableau dans son contexte d'origine.

## Description
Le genre est facilement identifiable, il s'agit d'une peinture religieuse.
- Au centre la Vierge Marie est assise, vêtue d’une robe rouge et d’un manteau noir qui couvre l’arrière de sa tête. Elle tient l'enfant Jésus sur son genou droit et une rose rouge dans la main gauche. Il est nu, lève la main droite, l’index et le majeur tendu, porte un collier rouge avec un corail en pendentif. Ces deux personnages sont placés dans une mandorle entourée de têtes de chérubins flottants dans des nuages qui parfois tendent à l'anthropomorphisme. Les chérubins deviennent nuages, les nuages deviennent chérubins. 
- Saint Jean Baptiste à gauche, plus bas, porte une tunique courte sous une robe d’ermite rouge laissant les jambes dénudées. Il tient une longue perche terminée en croix. Il porte les cheveux longs, bruns et une courte barbe sur un visage relativement jeune. Il point le doigt vers le couple du centre. Il a un lien très étroit avec Jésus, puisqu'il est son contemporain. Il est le prophète qui a annoncé sa venue et l’a désigné comme l’agneau de Dieu.
- Saint Grégoire le Grand, un peu en retrait, porte une robe rouge ornée de scènes historiées, notamment une Nativité en bas près de l'ourlet, ainsi qu'un Christ au tombeau ressuscité près de l'encolure. Des figures de saints sur la bordure complètent les ornements. Sa tiare papale blanche est orfévrée, il tient une crosse dans la main gauche et un livre dans la main droite. Il est le 64e Pape, son sacre est raconté dans la Légende Dorée. Il rédige les Dialogues, ce dernier texte nous a permis de connaître la vie de Saint Benoît. Il est l'un des quatre pères de l'Église avec Saint Ambroise, Saint Augustin et Saint Jérôme. Représenté en habits pontificaux, il tient un livre afin de le reconnaître en tant que Père de l’Eglise. 
– À droite, au même niveau, Saint Benoît est vêtu d'un habit blanc, l’habit caractéristique des bénédictins, et porte une crosse blanche, quasiment identique à celle du saint en face de lui. Il est chauve et barbu. Son regard est porté vers l’homme devant lui. Sa présence est justifiée puisque ce sont des bénédictins qui ont commandé le retable à Mantegna. Cependant certains historiens y voient plutôt saint François, parce que le commanditaire portait ce prénom, Francesco Da Lisca. Des hypothèses voudraient également que le visage du saint soit un portrait caché de l'abbé Da Lisca.

– Le dernier saint est plus âgé, il porte un manteau rouge très couvrant, à larges drapés, un chapeau de cardinal. C'est Saint Jérôme. Il tient un livre dans sa main droite et un plan d’église dans l'autre. Il est le moine traducteur de la Bible, c’est donc sans doute la Vulgate qu’il tient dans sa main droite. Il a vécu en ermite, mais on lui reconnaît la qualité de cardinal. C’est tout juste à cette époque, sous Théodose 1er que la charge de « cardinalis » apparaît. Tout comme Grégoire le Grand, il est l'un des quatre Pères de l’Eglise. Ici il a une posture suffisante, hautaine, presque princière. Il tient le plan de l’église de Vérone dans sa main gauche, telle qu’elle se présentait à la fin du XVe siècle. Sous les traits du saint, on a pu voir l’abbé Girolamo Bendadei (car portant le même prénom), instigateur d’une vaste campagne de restauration du sanctuaire véronais en 1481, mais ce sont encore une fois des hypothèses non vérifiées. 

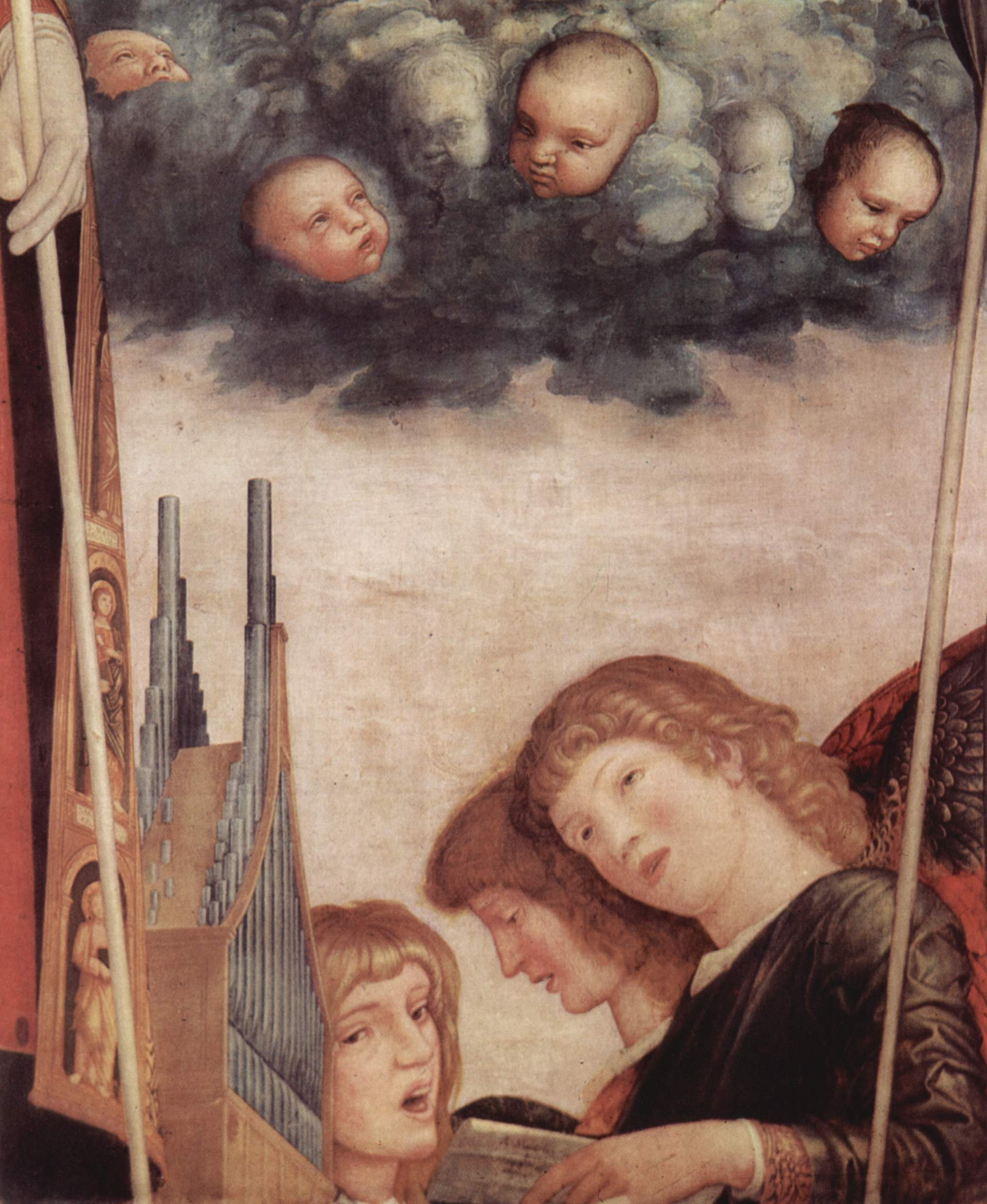
Texte de la signature de Mantegna dans le bas du tableau, sur le revers du livre tenu par un des anges musiciens

→ Dans le bas du tableau, trois anges coupés par le bord du tableau sont vus en légère contre plongée. Blonds, l’un tient un livre, ils chantent près d'un petit orgue. 
Aux extrémités supérieures du tableau, un citronnier à gauche, un oranger à droite et des colombes, symbole de pureté et de paix, posées ou voletantes entre les deux parties végétales animent la composition. 
→ Un phylactère est enroulé autour du tronc de l’arbre de gauche : 
« HIC VENIT IN TES
TIMONIUM UT
TESTIMONIUM PE
RHIBERIT DE LUMINE M.T. »
« Il vint pour servir de témoin, pour rendre témoignage à la lumière », afin que tous crussent par lui. 
Au revers du phylactère quelques signes indiquent la phrase : « Voici l’agneau de Dieu qui enlève le péché du monde. » phrase qui pourrait être prononcée par Saint Jean Baptiste (Agnus Dei).
→ Le tableau est signé et daté très précisément : 
A. MANTINIA, PI (nsit) AN (no) GRACIEL 1497. 15 AUGUSTI.
« Andrea Mantegna a peint en l’an de grâce 1497, le 15 août. »

## Composition
En traçant les diagonales, on constate simplement qu'elle se croisent sur la figure de la Vierge. La médiane verticale notamment semble tracer un véritable axe de symétrie particulièrement visible par la séparation des saints en deux groupes, et par les deux crosses qui se répondent parfaitement. 
Il a quelques obliques dans le tableau qui permettraient d'établir un point de fuite bien qu'aucun élément architectural ou linéaire ne vient réellement l'indiquer. Il serait placé très bas, vers le spectateur si on devait faire se rejoindre les lignes tracées. 
Les dominantes verticales se ressentent dans les positions rythmées des saints, tous debout, tous campés sur leurs pieds cachés par leurs lourds vêtements, sauf pour saint Jean Baptiste. Cette verticalité donne un aspect monumental à ces personnages qui portent le regard vers nous, de toute leur hauteur. Ils forment comme 4 colonnes dont l'arche serait formée par la végétation. 
Une composition géométrique se dégage également de l'ensemble, un triangle dont le sommet serait la pointe supérieure de la mandorle qui engloberait les saints et donc déborderait du cadre, ou qui enfermerait la Vierge en rejoignant les extrémités inférieures du tableau. 
Les éléments végétaux forment également des triangles, à la manière de pans de rideaux qui dépasseraient du haut de la scène d'un théâtre. Ils ferment la composition en empêchant le regard de se porter au loin dans le fond bleu d'un ciel uni qui peut-être cache un paysage derrière ces figures monumentales et imposantes. 
En prenant la figure de la Vierge seule, il est possible de l'inscrire dans un ovale, car cette figure pourrait faire l'objet d'une toile à part, comme une icône de Vierge en gloire. 

### Organisation des éléments
Il a un jeu de mains et de regards entre les saints et le spectateur. Certains nous regardent, un autre regarde le groupe de la Vierge, elle et son fils nous regardent également et nous les regardons tous. Les saints sont disposés les uns à côté des autres et ferment la composition, le tableau est clos, les éléments sont resserrés dans la composition malgré la grande taille de la toile. Seuls les arbres semblent être à la fois dans et hors le tableau, comme un rideau. 
Le tableau est également composé de différents points de vue. La Vierge et le Christ sont vus frontalement, bien que placés plus hauts que les saints qui eux sont vus "da sotto in su", en contre-plongée. On a donc un décalage qui sépare les deux niveaux et inscrit les figures dans une composition pyramidale qui va en s'élevant jusqu'au point culminant qui est la Vierge, assise en gloire. 

### Couleur et lumière
Les couleurs sont vives, le rouge domine, dans les vêtements, les fruits, c'est la couleur de la Passion. Le vert se retrouve dans les arbres, les nuages gris verdâtre entourant les chérubins. Le blanc également illumine les vêtements, la barbe et les visages laiteux des personnages. Des touches dorées dans les auréoles, la poussière d’or sur les drapés, les chevelures des anges donnent de la préciosité à l'ensemble. Le bleu utilisé pour le fond est la couleur la plus chère qu'on puisse se procurer à l'époque, signe de richesse. 
En l’absence de fond, de paysage, il n’y a pas de réelle lumière naturelle d'aube ou de crépuscule, elle semble émaner des personnages eux-mêmes, particulièrement du groupe de la Vierge et les éclairer de toutes parts. 
Cependant venant de la droite du tableau une lumière artificielle est particulièrement visible sur le manteau de saint Jérôme, dont la moitié gauche, avec ses drapés très creusés, est plongée dans l’ombre ainsi que les visages des saints. Ce serait la lumière tombant des vitraux de l'église elle-même, que Mantegna a intégrée à sa toile. Eux sont donc atteints par la lumière terrestre, ils sont humains, mortels, tandis que la Vierge et le Christ relèvent du divin, aucune obscurité ne vient les cacher. 
L’impression générale est celle d’un tableau lumineux, dont l’absence de profondeur ne permet pas de créer des jeux de clair-obscur mais inscrit la scène dans un espace restreint comme créé pour accueillir la Sainte Conversation en attirant l'œil en direction la Vierge, guidé par la fausse impression de perspective, les saints formant une sorte de faux corridor entre nous et la Vierge. 
Mantegna utilise la toile comme support pour la plupart de ses œuvres, il est l'un des premiers à l’utiliser autant, à son époque c’est encore le bois qui prédomine. À l’opposé des panneaux de bois, impeccablement lisses et brillants, la trame irrégulière de la toile disperse les éclats de lumière et donne à la touche picturale un aspect vibrant. Associée à la détrempe, elle permet d’obtenir une opacité veloutée comparable à celle de la fresque, que l’on sait être le premier domaine de prédilection dans la carrière de Mantegna. En effet ici on ne retrouve pas la dureté marmoréenne de ses figures de jeunesse, les traits sont marqués et les textures changent en fonction de la lumière mais l'effet de la toile illumine véritablement l'ensemble de la composition.

## Analyse
À première vue il s'agit d'une conversation sacrée, c'est aussi ainsi que l'œuvre est nommée dans les ouvrages. Cependant plusieurs lectures sont possibles dans ce retable : 
•	Tout d'abord la conversation sacrée est manifestée par la présence des quatre saints accompagnant la Vierge. Les commanditaires ne semblent pas être représentés, alors qu'habituellement ils sont agenouillés au pied de la Vierge ou mêlés aux groupes des saints en signe de reconnaissance. Ici ce serait l'orgue qui aurait été choisi comme symbole de la présence des bénédictins. De plus la Vierge est souvent représentée seule, ici son fils est avec elle. Ce sont des indices permettant de déceler le triple sujet de l'œuvre. 
•	En effet, on a ici également une Vierge à l'Enfant. La présence de l’enfant Jésus bénissant, la proximité entre lui et sa mère, isolés des autres personnages dans leur mandorle surélevée en fait une scène mise à part. Ils ne sont pas touchés par la même lumière et leur regard ne se porte pas vers les saints, vers le bas, mais droit devant eux, les coupant encore plus du monde terrestre. 
•	 Enfin, la figure de la Vierge peut être prise pour elle-même. Assise en gloire dans une mandorle rayonnante, les nuages remplacent le trône sur lequel elle est normalement placée mais elle est néanmoins élevée vers les nues par des chérubins, irradiant des disques de lumière autour d'elle, séparée du terrestre par un point de vue frontal différent de celui en contre plongée des saints. On a ici une assomption de la Vierge, thème compréhensible car ce retable devait être placé dans l’église le jour de l’Assomption, c’est peut-être même le thème principal que Mantegna a dilué avec les deux autres, en une grande synthèse des représentations de la Vierge. Le mélange des thèmes permet une triple lecture en une seule image, rapidement compréhensible pour les fidèles puisque l’œuvre a été réalisée pour être vue dans un lieu de culte public. 

## Étude de l'œuvre dans son contexte

### Destination de l'œuvre
L’œuvre a été conçue pour le maître autel de l’église Santa Maria in Organo de Vérone. Elle était donc destinée à être vue depuis l’entrée puisque placée au fond de l’abside, une place majeure pour une commande religieuse. À l’origine le tableau était encadré mais le cadre a disparu. Le retable a été commandé par les bénédictins, d’où la présence de Saint Benoît, si on accepte cette hypothèse et non celle du Saint François. C’est l’abbé Francesco Da Lisca qui est à l’origine de la commande et de la restructuration de l’église, en fonctions de 1495 à 1499. 

### Place de l'œuvre dans la carrière de l'artiste
Nous sommes en 1497, les dernières années de la vie de Mantegna, il est à Mantoue, de retour de Rome (1488 – 1490), il peint sa Vierge de la Victoire en 1495, qu’il termine en 1496. Le retable présente certaines affinités avec cette œuvre dans la technique, le style et la composition mais s'en distingue beaucoup par l'effet global. À côté de ces commandes publiques il entame Le Parnasse pour le studiolo d'Isabelle d'Este. Il venait de terminer Les Triomphes de César. Ce retable semble donc être une commande mineure au milieu des autres commandes prestigieuses qui affluaient pendant qu'il jouit de toutes parts d'un prestige incontesté, il n'avait donc certainement pas les mêmes consignes, la même demande de richesse et d'ostentation, ce qui se ressent dans l'œuvre, elle est bien plus sobre que La Vierge de la Victoire et bien moins mouvementée et peuplée que le Parnasse. On peut considérer, lorsque l'on regarde l'ensemble de l'œuvre de Mantegna, qu'elle est en rupture par rapport au reste de ses productions, presque difficile à lui attribuer s'il n'avait pas signé. Il s'agit d'une œuvre étrange car pas en adéquation avec les caractéristiques mantégnesques qu'habituellement on retrouve sur toutes ses productions.

### Place de l'œuvre dans son milieu culturel
L'œuvre est commandée en réaction à la Vierge de la Victoire du Louvre. Il y a eu comme une « jalousie » des bénédictins qui voulaient un retable bien à eux fait de la main de Mantegna. Retable qui malheureusement a fait peu de bruit, qui a peu voyagé, est resté longtemps entre les mains d’une même famille avant d’être donnée à l’état, et n’a pas été regardée comme a pu l’être la Madone. 
À l’époque de Mantegna, la peinture est essentiellement d’obédience religieuse et, à cet égard, son œuvre est le reflet fidèle de cette réalité. C'est une de ses rares commandes d’église destinée au culte public (Retable de Saint Luc, Retable de San Zeno...) le reste de ses productions sont réservées à la sphère privée. 

### Place de l'œuvre dans l'histoire des arts
Dans les années 1430, on assiste dans les églises à une petite révolution. Les polyptyques sont remplacés par des retables uniques. Un défi pour les peintres qui, habitués à consacrer une case à chaque événement ou personnage, ont dû abandonner cette narration linéaire pour concentrer lieux, personnages et actions dans un même espace. Pour la première fois dans l'histoire de l'art apparaissait une notion à laquelle se sont confrontés les artistes : la composition. Cette condensation de plusieurs scènes en une seule est à l’origine du thème de la Sainte Conversation. En effet auparavant, les saints étaient isolés chacun dans une niche, aucune figure ne pouvait réellement interagir avec les autres. Ils sont maintenant assemblés autour de la Vierge en une seule scène. Sainte Conversation se dit en italien "sacra conversazione", que l'on traduit par communauté céleste des saints et non par conversation au sens d'échange de parole. Il ne s'agit pas d'un vrai dialogue, mas d'une intercession faite par les saints entre le dévot qui regarde le retable et la Vierge. Ce thème permet une grande souplesse, une adaptation aux volontés du commanditaire quant à la place de chaque saint, la présence d’un plutôt que d’un autre, de leur attitude et du message à faire passer.

## Réception de l'œuvre
Il existe peu de témoignages de contemporains qui auraient pu voir et commenter l’œuvre, elle était déposée dans l’église à Vérone et a été vue par les fidèle pendant 2 siècles mais il y eut peu d’émule, peu de bruit a été fait autour de cette œuvre qui n’a visiblement pas suscité de grands émois. Vasari en parle très brièvement : Il fit encore à Vérone, dans l'église Santa Maria In Organo, chez les frères de Monte Oliveto, le tableau de l'autel majeur que l'on tient aujourd'hui encore pour des plus dignes de louanges." Au XIIe siècle, Juan Andrès en fait une courte description lorsqu'il l'a vue dans la petite galerie du Palazzo Trivulzio, disant d'elle qu'elle est excellente par la grandeur de ses figures et la vivacité de ses couleurs mais plus dire et morbide par sa technique, devant beaucoup à la Vierge de la Victoire.
On parle aujourd’hui de la Madone Trivulzio principalement et presque uniquement afin de la comparer à La Vierge de la Victoire, pour dire qu’elle est semblable mais moins impressionnante et moins riche. Giovanni Agosti en parle dans son Récit de Mantegna : [c'est] une œuvre un peu faible dans certaines parties, réalisées à partir des ingrédients de la Vierge de la Victoire. Dans les livres et les catalogues, on la cite à titre d’exemple, on ne lui octroie que quelques lignes dans un paragraphe. En effet à première vue, le sujet semble être une énième vierge à l’enfant entourée de Saints qui ne saisit pas forcément le regard, mais le mélange des trois thèmes sacrés habituellement bien distincts, le fond bleu uni, la végétation qui referme le cadre comme un rideau, donnant un côté intimiste, l’étagement successif des points de vue décalés, le regard appuyé que les personnages portent sur le spectateur en font une œuvre qui mérite d’être regardée attentivement et appréciée. De plus, bien qu’on retrouve la dureté, la monumentalité et le goût du détail si cher à Mantegna, aucune trace de recherche de l’antique, de l’incorporation de motifs anachroniques de frises, de bronzes, de colonnes et autres pilastres. Lui qui mettait au service de sa peinture ses amples connaissances de l’Antiquité, ici la scène est représentée pour elle-même, c’est la Vierge, c’est l’enfant Jésus que l’on observe et qui nous observent, ce sont les saints qui nous toisent et retiennent notre attention et pas un paysage lointain, une ville mythique ou un groupe de soldats à l’arrière plan.
Bien qu'étant une œuvre de dévotion publique, elle invite au recueillement dans une atmosphère intime et calme. Son absence d'ostentation et d'éléments extérieurs au sujet en fait une œuvre d'autant plus accessible à chacun. Elle a beau ne pas être considérée comme un chef-d'œuvre de Mantegna et ne pas en avoir les caractéristiques mantégnesques, elle possède toutes les qualités requises pour le rôle qui lui a été attribué, la sobriété, la simplicité et la clarté.